# Karan Soni
Karan Soni (Nuova Delhi, 8 gennaio 1989) è un attore statunitense di origini indiane, noto per l'interpretazione di Dopinder nella serie di film Deadpool e Sanjay Prince nella serie televisiva Miracle Workers.

## Biografia
Nato a Nuova Delhi, Soni si è trasferito negli Stati Uniti per studiare economia alla University of Southern California, per poi intraprendere la carriera di attore. Ha fatto il suo debutto cinematografico in Safety Not Guaranteed (2012), in seguito ha ottenuto i primi ruoli da protagonista nelle serie Betas (2013) e Other Space (2015). Soni è stato poi selezionato per recitare il ruolo di Dopinder nel film Deadpool (2016) e nei sequel Deadpool 2 (2018) e Deadpool & Wolverine (2024). Soni ha ottenuto una parte anche nei film Ghostbusters (2016), Office Christmas Party (2016) e Pokémon: Detective Pikachu (2019). In seguito in televisione ha recitato nelle serie come coprotagonista in Blunt Talk (2015-2016) e Miracle Workers (2019-2020).

## Filmografia parziale

### Cinema
- Deadpool, regia di Tim Miller (2016)
- Ghostbusters, regia di Paul Feig (2016)
- Crazy Night - Festa col morto (Rough Night), regia di Lucia Aniello (2017)
- Creep 2, regia di Patrick Brice (2017)
- Deadpool 2, regia di David Leitch (2018)
- Pokémon: Detective Pikachu, regia di Rob Letterman (2019)
- Amiche in affari (Like a boss), regia di Miguel Arteta (2020)
- Superintelligence, regia di Ben Falcone (2020)
- Not Okay, diretto da Quinn Shephard (2022)
- A Nice Indian Boy, regia di Roshan Sethi (2024)
- Deadpool & Wolverine, regia di Shawn Levy (2024)

### Televisione
- Miracle Workers – serie TV (2019-2023)
- Abbott Elementary – serie TV (2024-)

### Doppiaggio
- Strange World - Un mondo misterioso (Strange World), regia di Don Hall (2022)
- Spider-Man: Across the Spider-Verse, regia di Joaquim Dos Santos, Kemp Powers e Justin K. Thompson (2023)

## Doppiatori italiani
Nelle versioni in italiano nelle opere in cui ha recitato, Karan Soni è stato doppiato da:
- Alessandro Budroni in Deadpool, Deadpool 2, Deadpool & Wolverine
- Daniele Giuliani in Ghostbusters, Not Okay
- Mirko Mazzanti in The Goldbergs (ep. 3x05)
- Alessio Puccio in Pokémon: Detective Pikachu
- Luca Baldini in Miracle Workers
- Nanni Baldini in Invitati per forza

Da doppiatore è stato sostituito da:
- Nanni Baldini in Strange World - Un mondo misterioso
- Flavio Aquilone in Spider-Man: Across the Spider-Verse